# Market Forces
«Market Forces» (titulado «Leyes del Mercado» en Hispanoamérica y «Las fuerzas del mercado» en España) es el cuarto episodio de la serie de televisión animada The Spectacular Spider-Man, basada en el personaje de cómic Spider-Man, creado por Stan Lee y Steve Ditko. En el episodio, Spider-Man es perseguido por Shocker, cuyo traje le permite disparar intensas ráfagas sónicas.
Fue escrito por Andrew Robinson y dirigido por Dan Fausett. Incorporaba imágenes generadas por ordenador en las explosiones sónicas utilizadas por Shocker, que se mezclaban con el otro estilo de animación tradicional utilizado en la serie. La identidad secreta de Shocker cambió por completo con respecto a su apariencia original en los cómics, pero su diseño se mantuvo cercano al traje original utilizado.
El episodio se emitió originalmente el 22 de marzo de 2008, en el bloque Kids' WB de la cadena CW. Recibió críticas generalmente positivas de los críticos de televisión. IGN lo alabó por sus imágenes y su narrativa, mientras que iF Magazine dijo: «Incluso el Shocker era más interesante en esta serie, así que sigo teniendo grandes esperanzas en futuros episodios, personajes y villanos».

## Trama
Montana y los Enforcers roban un traje de poder de un camión blindado de Tri-Corp después de gasear a los guardias. Montana se lo entrega a Hammerhead, que insiste en que Montana se ponga el traje para cumplir el contrato del «Big Man» de matar a Spider-Man. Al día siguiente, Peter Parker atraviesa la ciudad como Spider-Man, sin saber que Montana y sus hombres le están vigilando. Luego pasa el rato en el apartamento de Harry, discutiendo sobre el próximo Baile de Otoño, hasta que recibe un correo electrónico de J. Jonah Jameson del Daily Bugle informando a Peter de que Jonah quiere comprar sus fotos de Spider-Man. Se marcha y promete ayudar a Harry con los deberes más tarde. En el edificio del Bugle, Jonah echa a Peter por error antes de darse cuenta de quién es. Jonah le paga y le hace salir del edificio.
Mientras regresa, Peter oye una alarma procedente de un vertedero e investiga. Resulta ser una trampa y es atacado con explosiones sónicas por Montana, que ahora lleva el traje y se hace llamar «Shocker». Cuando está a punto de entrar a matar, uno de los matones utilizados como cebo, Alex O'Hirn, da tiempo accidentalmente a Spider-Man para recuperarse. Shocker lo golpea contra una máquina y, satisfecho, se marcha en helicóptero. Spider-Man, sin embargo, sobrevive pero su cheque de pago quedó hecho trizas. Al día siguiente, después del colegio, donde Harry está indignado con él por no haber podido estudiar, Peter va a reponer su cheque al Bugle, donde el ayudante del editor Joe Robertson le sugiere que se compre una cámara mejor. Después de que Jonah tome una foto de Spider-Man cubierto de basura como presentación de Peter, éste va tras O'Hirn y su compañero Flint Marko como Spider-Man. Los derrota y les dice que informen a Shocker de que quiere la revancha.
Peter llega a casa a tiempo para su toque de queda y ve a la tía May luchando con las facturas, pero debe usar el dinero que tiene para comprar una cámara nueva. Cuando va a la escuela al día siguiente, se encuentra con que Harry está furioso con él una vez más por haber olvidado sus acuerdos de estudio una vez más. Por la noche, Hammerhead le dice a Shocker que el Big Man está disgustado por su fracaso. Mientras tanto, Peter intenta sin éxito invitar a salir a la ayudante de Jonah, Betty Brant. Después de que un temblor sacuda toda la ciudad, Peter, como Spider-Man, descubre que se trata de Shocker, dejándole un rastro que conduce a un teatro condenado. Durante su lucha, Spider-Man intenta sin éxito averiguar quién lo contrató antes de derribar finalmente el edificio y derrotar al Shocker.
Mientras tanto, Harry vuelve a casa donde su padre Norman le dice que asuma su responsabilidad y estudie por su cuenta. Norman va entonces a reunirse con Hammerhead, revelándole que les ayudó a robar el traje de Tri-Corp, ya que son la competencia de su empresa. Habla por el altavoz del teléfono con el Gran Hombre, que quiere que cree nuevos supervillanos a cambio de financiación. En su casa, Peter envía sus fotos al Bugle e intenta darle el dinero a la tía May, pero ella insiste en que use el 10% para comprarse una cámara nueva.

## Producción
«Market Forces» fue escrita por Andrew Robinson y dirigida por Dan Fausett. Aunque el espectáculo está hecho al estilo de la animación tradicional, se utilizaron imágenes generadas por ordenador para producir los rayos sónicos verdes que hace Shocker. En las publicaciones originales de los cómics, la identidad secreta de Shocker era un hombre llamado Herman Schultz. Para The Spectacular Spider-Man, cambiaron su identidad por la de Enforcer Montana, que en los cómics ya había sido un personaje destacado. Utilizar a Montana permitió a los guionistas no tener que inventar un origen completamente nuevo para Shocker. Su traje era en general el mismo que el de los cómics, pero contaba con características adicionales como gafas y vibradores. Su voz la puso el veterano locutor Jeff Bennett.